# محرم‌لی
محرم‌لی (به لاتین: Məhərrəmli) یک منطقه مسکونی در جمهوری آذربایجان است که در شهرستان کردامیر واقع شده است. محرم‌لی ۸۵۴ نفر جمعیت دارد.